# Christopher Myngs
Christopher Myngs (a veces escrito Mings, 1625–1666) fue un oficial naval y corsario ingles. Provenía de una familia de Norfolk y era pariente del almirante Cloudesley Shovell. La historia de Samuel Pepys sobre el humilde nacimiento de Myngs, como explicación de su popularidad, ahora ha sido evaluada por los historiadores como en su mayoría de naturaleza ficticia.

## Biografía
La fecha de nacimiento de Myngs es incierta, pero probablemente se encuentre entre 1620 y 1625. Es probable que tenga un buen recorrido de servicios marítimos antes de 1648. Primero aparece de manera prominente como el capitán de la nave Elisabeth, que después de una fuerte acción durante la primera guerra anglo-holandesa trajo un convoy holandés con dos barcos de guerra como botín. De 1653 a 1655 continuó al mando del Elisabeth, muy a favor del consejo de estado y recomendado para el ascenso por los oficiales de bandera bajo los cuales sirvió.
En 1655, fue destinado a la fragata Marston Moor, cuya tripulación estaba al borde del motín . Sus medidas firmes sofocaron el espíritu insubordinado y llevó el barco a las Indias Occidentales, llegando en enero de 1656 a Jamaica, donde se convirtió en el subcomandante de la flotilla naval en la Jamaica Station, hasta el verano de 1657.
En febrero de 1658, regresó a Jamaica como comandante naval, actuando como corsario durante la guerra anglo-española. Durante este período, Myngs adquirió una reputación de crueldad innecesaria, saqueando varias ciudades coloniales españolas mientras estaba al mando de flotas enteras de bucaneros. En 1658, después de rechazar un ataque naval español, asaltó las colonias españolas alrededor de la costa de América del Sur; al no poder capturar la flota del tesoro, destruyó los asentamientos coloniales en Tolú y Santa María en Nueva Granada; en 1659 saqueó Cumaná, Puerto Cabello y Coro donde se incautó un gran botín de plata en veinte cofres.
El gobierno español, al enterarse de las acciones de Myngs, protestó en vano al gobierno inglés de Oliver Cromwell por su conducta. Debido a que había compartido la mitad de la recompensa de su incursión de 1659, alrededor de un cuarto de millón de libras, con los bucaneros en contra de las órdenes explícitas de Edward D'Oyley, el comandante inglés de Jamaica, fue arrestado por malversación de fondos y enviado de vuelta a Inglaterra a bordo del Marston Moor en 1660.
Sin embargo, el gobierno de la Restauración inglesa lo mantuvo en su mando y en agosto de 1662 fue enviado a Jamaica al mando del Centurión para retomar sus actividades como comandante, a pesar de que la guerra con España había terminado. Esto fue parte de una política inglesa encubierta para socavar el dominio español de la zona. En 1662, Myngs decidió que la mejor manera de lograr esto era emplear todo el potencial de los bucaneros prometiéndoles la oportunidad de un saqueo desenfrenado. Tenía el apoyo total del nuevo gobernador de la isla, lord Windsor, quien despidió a un gran contingente de soldados para llenar las filas de Myngs con hombres descontentos. Ese año atacó Santiago de Cuba en la capitanía general de la Cuba española y tomó y saqueó la ciudad a pesar de sus fuertes defensas. En 1663 bucaneros de todo el Caribe se unieron a él para la próxima expedición anunciada. Myngs dirigió la flota bucanera más grande hasta el momento reunida, catorce barcos fuertes y con 1.400 bucaneros a bordo, entre ellos los corsarios Henry Morgan y Abraham Blauvelt, y saqueó San Francisco de Campeche en febrero.
Durante el ataque a la bahía de Campeche, el propio Myngs resultó gravemente herido, dejando a Eduard Mansvelt a cargo de su ejército pirata. En 1664 regresó a Inglaterra para recuperarse. En 1665 fue nombrado vicealmirante de la escuadra del príncipe Rupert. Como vicealmirante bajo el lord alto almirante James Stuart, duque de York y Albany, ondeó su bandera durante la segunda guerra anglo-holandesa en la batalla de Lowestoft en 1665, y por su participación en esa acción recibió el honor de caballería.
En el mismo año, luego sirvió bajo Edward Montagu, primer conde de Sandwich, como vicealmirante y después de la desgracia de Montagu bajo el siguiente comandante supremo de flota, George Monck, primer duque de Albemarle. Estaba destacado con el escuadrón Verde del príncipe Rupert, cuando el 11 de junio de 1666 comenzó la gran batalla de los Cuatro Días, pero regresó a la flota principal a tiempo para participar el último día, y en esta acción cuando su flotilla fue rodeada por el vicealmirante Johan de Liefde que recibió una herida, primero en la mejilla y luego en el hombro izquierdo por balas de mosquete disparadas por un francotirador cuando su nave la Victory fue desafiada por el buque insignia de De Liefde, el Ridderschap van Holland, herida de la cual murió poco después de regresar a Londres.